# Zambrów
Zambrów è una città polacca del distretto di Zambrów nel voivodato della Podlachia.
Ricopre una superficie di 19,02 km² e nel 2006 contava 22724 abitanti.